# Sant Celdoni i Sant Ermenter de Cellers
Sant Celdoni i Sant Ermenter de Cellers més conegut a la comarca com Monestir de Cellers és un monument del municipi de Torà (Solsonès) declarat bé cultural d'interès nacional.

## Descripció
Monestir benedictí situat a 9 km de Torà, al fons de la vall de Cellers. Aquest conjunt està format per diverses dependències que s'han anat afegint al llarg dels anys. L'església és l'element principal d'aquest antic monestir, però al voltant d'aquesta trobem l'anomenada Casa dels Sants (SE), dos patis (O) i la rectoria (O). Església de planta quasi quadrada amb una capçalera triabsidal mancada de nau. Dins el gruix del mur hi ha dues petites absidioles, una a cada banda de l'absis central. L'espai quadrangular és cobert amb una cúpula sobre petxines.

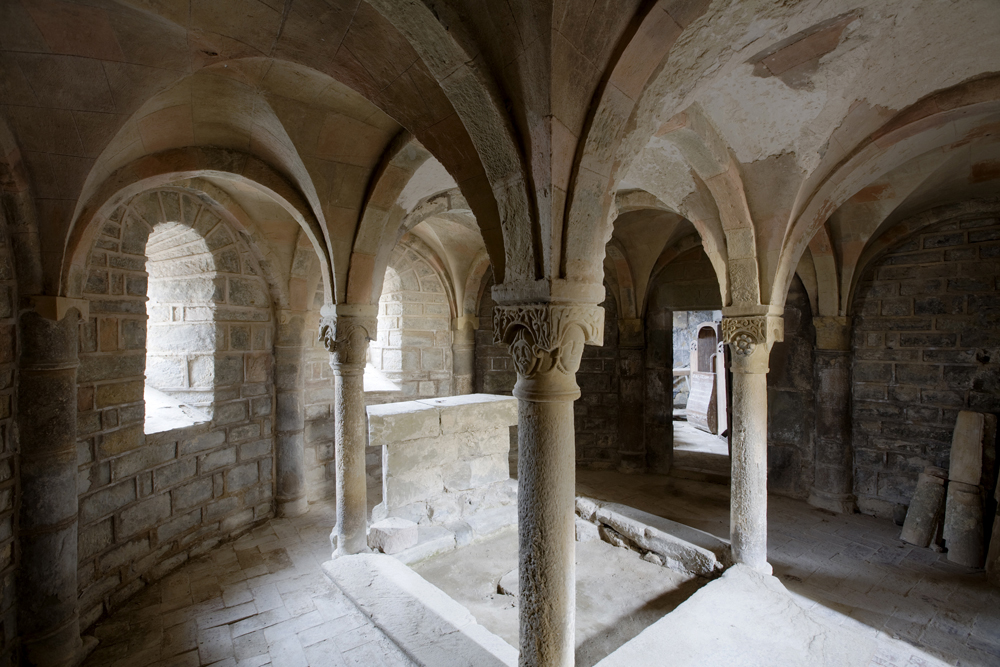
Cripta

 La cripta, sota l'absis central, té tres naus i dotze parells de columnes amb capitells esculpits.

## Notícies històriques
Segons la llegenda, les despulles dels màrtirs sant Celdoni i sant Ermenter foren portades a Cellers, un poblet de la vall de Forest, a l'antic terme de Llanera de Solsonès, procedents d'un monestir d'Aragó, per enterrar-les en un lloc segur, lluny del perill musulmà, i aixecar-hi una església. El 1038 els monjos Guillem, Galid i Seniofred rebien un donatiu per tenir cura de l'església de Sant Celdoni i Sant Ermenter. Amb el temps s'hi formà una petita comunitat benedictina, que el 1070 passà a dependre del monestir de Sant Serni de Tavèrnoles, i esdevingué un petit priorat. A mitjan segle xiv quedà pràcticament deshabitat, per la qual cosa el comte de Cardona, Joan Ramon Folc, d'acord amb el senyor feudal de la contrada, Ramon de Pinós, considerà que la solitud del lloc no era adient per a tenir-hi les relíquies dels sants, que foren traslladades el 19 d'octubre de 1399, un diumenge segons diu l'acta del notari, a l'església de Sant Miquel de Cardona i col·locades en el seu altar major. La versió popular diu, però, que els cossos foren robats pel comte o en tot cas comprats. Així també ho explica el Martirologi Català de F. Reirola Masferret, 1880.
Finalment, per una butlla de 1593, les rendes del monestir quedaren incorporades a la canongia de la catedral de Solsona. Devia patir alguns desperfectes durant la Guerra dels Segadors, així trobem que part de la paret del frontispici és de carreus molt treballats provinents d'una restauració que data del 1700, segons està inscrit en una pedra de la girola central i en els ferros forjats de la porta. Encara avui el diumenge de Passió s'hi celebra la Festa del Perdó en la que hi ha la possibilitat de confessar-se. També inclou una missa i un dinar campestre.